# Liga mistrů UEFA 2013/2014 – základní skupiny
V základních skupinách soutěže Liga mistrů UEFA 2013/14 se hraje v období od 7. září do 11. prosince 2013. Během této části soutěže se rozhodne o 16 postupujících týmech do vyřazovací fáze Ligy mistrů UEFA 2013/14.
Ve skupinové fázi hraje 32 týmů, z toho 22 týmů vstupují přímo do této fáze soutěže a 10 týmů jsou vítězové kvalifikační fáze Ligy mistrů UEFA 2013/14 (5 týmů z mistrovské části a 5 týmů z nemistrovské části 4. předkola)

## Formát
V každé skupině se odehraje 6 zápasů, hrají týmy proti sobě, systémem každý s každým vždy dva zápasy (jeden zápas doma a druhý na hřišti soupeře). Vítězové skupin a týmy na druhých místech postupují do vyřazovací fáze, do osmifinále, zatímco týmy z třetích míst vstupují do Evropské ligy mezi nejlepších 32.
- vyšší počet bodů získaných ve vzájemných zápasech týmů se stejným počtem bodů;
- vyšší brankový rozdíl týmů se stejným bodovým ziskem;
- vyšší počet branek vstřelených ve vzájemných zápasech;
- vyšší počet branek vstřelených na hřišti soupeře;

Pokud kritéria 1) až 4) nedokáží určit pořadí, rozhodují kritéria vztažená ne všechny zápasy ve skupině;
- vyšší brankový rozdíl;
- více vstřelených branek;
- vyšší klubový koeficient nakumulovaný v předchozích 5 sezonách.

## Losování
Losování proběhlo 29. srpna 2013, v Grimaldi Forum, Monako.
Všech 32 týmů bylo rozděleno do čtyř košů na základě svých UEFA koeficientů. Obhájce titulu Bayern Mnichov byl automaticky v 1. koši. Týmy byly rozlosovány do 8 skupin po čtyřech týmech, vždy z každého koše jeden, ale s omezením, aby v jedné skupině nebyly dva týmy z jedné národní asociace. Kromě toho bylo kontrolováno i nasazení týmů z jedné asociace tak, aby byly rovnoměrně rozděleny do dvou hracích dnů (skupiny A-D a skupiny E-H). Skupiny A-D hrají svoje zápasy v úterý, skupiny E-H hrají ve středu.
Byly i další omezení, např. pro týmy ze stejného města (např. Chelsea a Arsenal nebo Manchester United a Manchester City nebo Real Madrid a Atlético Madrid), ty by neměly hrát ve stejném kole, tedy ve stejný den nebo těsně po sobě hrát na domácím hřišti. A ruské týmy nehrají pro chladné počasí poslední dvě kola na domácím hřišti.

Těchto 32 týmů se kvalifikovalo do základních skupin Ligy mistrů UEFA 2013/14.
| Tým               | Koef.   |
| ----------------- | ------- |
| Bayern MnichovOT  | 146.922 |
| Barcelona         | 157.605 |
| Chelsea           | 137.592 |
| Real Madrid       | 136.605 |
| Manchester United | 130.592 |
| ArsenalNM         | 113.592 |
| Porto             | 104.833 |
| Benfica SL        | 102.833 |

| Tým                 | Koef.  |
| ------------------- | ------ |
| Atlético Madrid     | 99.605 |
| Šachtar Doněck      | 94.951 |
| AC MilánNM          | 93.829 |
| Schalke 04NM        | 84.922 |
| Marseille           | 78.800 |
| CSKA Moskva         | 77.766 |
| Paris Saint-Germain | 71.800 |
| Juventus            | 70.829 |

| tým                     | Koef.  |
| ----------------------- | ------ |
| Zenit Sankt-PetěrburgNM | 70.766 |
| Manchester City         | 70.592 |
| Ajax                    | 64.945 |
| BV Borussia Dortmund    | 61.922 |
| FC Basel 1893MI         | 59.785 |
| Olympiakos              | 57.800 |
| Galatasaray             | 54.400 |
| Bayer Leverkusen        | 53.922 |

| Tým                   | Koef.  |
| --------------------- | ------ |
| Kodaň                 | 47.140 |
| Neapol                | 46.829 |
| Anderlecht            | 44.880 |
| CelticMI              | 37.538 |
| FC Steaua BucureștiMI | 35.604 |
| Viktoria PlzeňMI      | 28.745 |
| Real SociedadNM       | 17.605 |
| Austria VídeňMI       | 16.575 |

Poznámky
OT Obhájce titulu (automaticky v 1. koši)
MI Mistrovská část předkola
NM Nemistrovská část předkola

## Skupiny

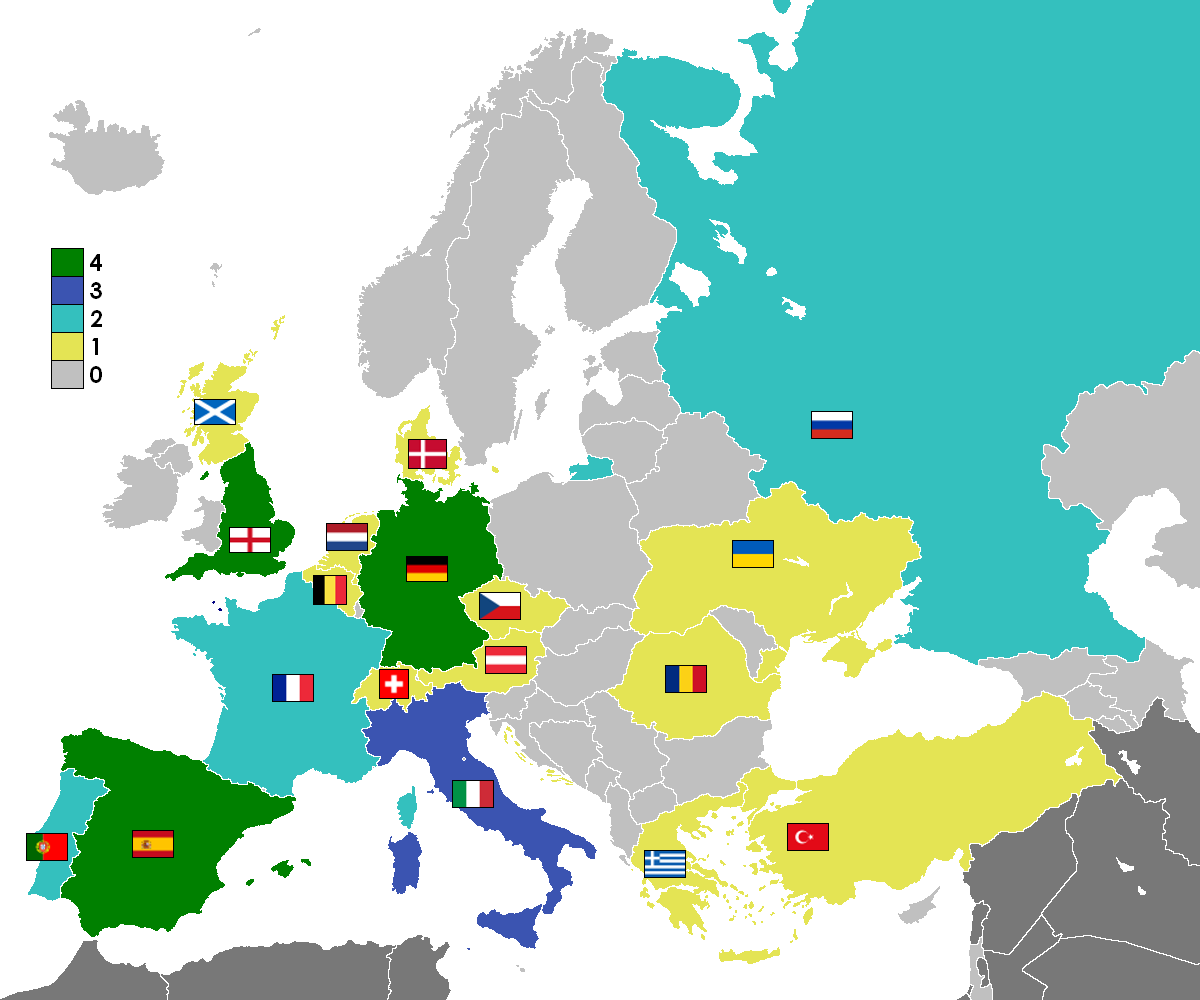
Mapa zemí, jejichž zástupci postoupili do základních skupin Ligy mistrů UEFA 2013/14.
4 zástupci
3 zástupci
2 zástupci
1 zástupce
bez zástupce
nejsou členy UEFA

Termíny zápasů ve skupinách byly stanoveny na 17.–18. září, 1.–2. října, 22.–23. října, 5.–6. listopadu, 26.–27. listopadu a 10.–11. prosince 2013. 
| Postupový klíč (barvy v tabulce skupiny)                                             |
| ------------------------------------------------------------------------------------ |
| Vítěz skupiny a tým z druhého místa ve skupině do osmifinále Ligy mistů UEFA 2013/14 |
| Tým z třetího místa ve skupině do vyřazovací fáze Evropské ligy UEFA 2013/14         |

Pokud budou mít dva či více týmů ve skupině stejný počet bodů, budou použita výše uvedená kritia.K

### Skupina A
| Tým               | Z | V | R | P | VG | IG | +/− | B |
| ----------------- | - | - | - | - | -- | -- | --- | - |
| Manchester United | 4 | 2 | 2 | 0 | 6  | 3  | +3  | 8 |
| Bayer Leverkusen  | 4 | 2 | 1 | 1 | 8  | 5  | +3  | 7 |
| Šachtar Doněck    | 4 | 1 | 2 | 1 | 3  | 5  | −2  | 5 |
| Real Sociedad     | 4 | 0 | 1 | 3 | 1  | 5  | −4  | 1 |

| 17. září 2013 20:45                                      |          |                       |                                                                             |
| Manchester United                                        | 4–2      | Bayer Leverkusen      | Old Trafford, Manchester diváci: 73 040 rozhodčí: Damir Skomina (Slovinsko) |
| Rooney 22', 70' Van Persie 59' Luis Antonio Valencia 79' | Reportáž | Rolfes 54' Toprak 88' | Old Trafford, Manchester diváci: 73 040 rozhodčí: Damir Skomina (Slovinsko) |

| 17. září 2013 20:45 |          |                   |                                                                          |
| Real Sociedad       | 0–2      | Šachtar Doněck    | Anoeta, San Sebastián diváci: 27 902 rozhodčí: Ovidiu Hațegan (Rumunsko) |
|                     | Reportáž | Teixeira 65', 87' | Anoeta, San Sebastián diváci: 27 902 rozhodčí: Ovidiu Hațegan (Rumunsko) |

| 2. říjen 2013 20:45 |          |                   |                                                                      |
| Šachtar Doněck      | 1–1      | Manchester United | Donbas Arena, Doněck diváci: 51 555 rozhodčí: Pavel Královec (Česko) |
| Taison 76'          | Reportáž | Welbeck 18'       | Donbas Arena, Doněck diváci: 51 555 rozhodčí: Pavel Královec (Česko) |

| 2. říjen 2013 20:45        |          |               |                                                                      |
| Bayer Leverkusen           | 2–1      | Real Sociedad | BayArena, Leverkusen diváci: 27 462 rozhodčí: Sergei Karasev (Rusko) |
| Rolfes 45+1' Hegeler 90+2' | Reportáž | Vela 51'      | BayArena, Leverkusen diváci: 27 462 rozhodčí: Sergei Karasev (Rusko) |

| 23. říjen 2013 20:45                        |          |                |                                                                         |
| Bayer Leverkusen                            | 4–0      | Šachtar Doněck | BayArena, Leverkusen diváci: 25 184 rozhodčí: Stéphane Lannoy (Francie) |
| Kießling 22', 72' Rolfes 50' (pen.) Sam 57' | Reportáž |                | BayArena, Leverkusen diváci: 25 184 rozhodčí: Stéphane Lannoy (Francie) |

| 23. říjen 2013 20:45 |          |               |                                                                            |
| Manchester United    | 1–0      | Real Sociedad | Old Trafford, Manchester diváci: 74 654 rozhodčí: Bas Nijhuis (Nizozemsko) |
| I. Martínez 2' (vl.) | Reportáž |               | Old Trafford, Manchester diváci: 74 654 rozhodčí: Bas Nijhuis (Nizozemsko) |

| 5. listopad 2013 20:45 |          |                  |                                                                        |
| Šachtar Doněck         | 0–0      | Bayer Leverkusen | Donbas Arena, Doněck diváci: 50 115 rozhodčí: William Collum (Skotsko) |
|                        | Reportáž |                  | Donbas Arena, Doněck diváci: 50 115 rozhodčí: William Collum (Skotsko) |

| 5. listopad 2013 20:45 |          |                   |                                                                        |
| Real Sociedad          | 0–0      | Manchester United | Anoeta, San Sebastián diváci: 30 998 rozhodčí: Nicola Rizzoli (Itálie) |
|                        | Reportáž |                   | Anoeta, San Sebastián diváci: 30 998 rozhodčí: Nicola Rizzoli (Itálie) |

| 27. listopad 2013 20:45 |          |                   |                      |
| Bayer Leverkusen        | '        | Manchester United | BayArena, Leverkusen |
|                         | Reportáž |                   | BayArena, Leverkusen |

| 27. listopad 2013 20:45 |          |               |                      |
| Šachtar Doněck          | '        | Real Sociedad | Donbas Arena, Doněck |
|                         | Reportáž |               | Donbas Arena, Doněck |

| 10. prosinec 2013 20:45 |          |                |                          |
| Manchester United       | '        | Šachtar Doněck | Old Trafford, Manchester |
|                         | Reportáž |                | Old Trafford, Manchester |

| 10. prosinec 2013 20:45 |          |                  |                       |
| Real Sociedad           | '        | Bayer Leverkusen | Anoeta, San Sebastián |
|                         | Reportáž |                  | Anoeta, San Sebastián |

### Skupina B
| Tým         | Z | V | R | P | VG | IG | +/− | B  |
| ----------- | - | - | - | - | -- | -- | --- | -- |
| Real Madrid | 4 | 3 | 1 | 0 | 14 | 4  | +10 | 10 |
| Galatasaray | 4 | 1 | 1 | 2 | 6  | 10 | −4  | 4  |
| FC Kodaň    | 4 | 1 | 1 | 2 | 3  | 8  | −5  | 4  |
| Juventus    | 4 | 0 | 3 | 1 | 6  | 7  | −1  | 3  |

| 17. září 2013 20:45 |          |                                                   |                                                                                 |
| Galatasaray         | 1–6      | Real Madrid                                       | Türk Telekom Arena, Istanbul diváci: 47 669 rozhodčí: Mark Clattenburg (Anglie) |
| Bulut 84'           | Reportáž | Isco 33' Benzema 54', 81' Ronaldo 63', 66', 90+1' | Türk Telekom Arena, Istanbul diváci: 47 669 rozhodčí: Mark Clattenburg (Anglie) |

| 17. září 2013 20:45 |          |                  |                                                                |
| FC Kodaň            | 1–1      | Juventus         | Parken, Kodaň diváci: 36 524 rozhodčí: Ivan Bebek (Chorvatsko) |
| Jørgensen 14'       | Reportáž | Quagliarella 54' | Parken, Kodaň diváci: 36 524 rozhodčí: Ivan Bebek (Chorvatsko) |

| 2. říjen 2013 20:45               |          |                      |                                                                           |
| Juventus                          | 2–2      | Galatasaray          | Juventus Stadium, Turín diváci: 33 466 rozhodčí: Viktor Kassai (Maďarsko) |
| Vidal 78' (pen.) Quagliarella 87' | Reportáž | Drogba 36' Bulut 88' | Juventus Stadium, Turín diváci: 33 466 rozhodčí: Viktor Kassai (Maďarsko) |

| 2. říjen 2013 20:45                        |          |          |                                                                          |
| Real Madrid                                | 4–0      | FC Kodaň | Santiago Bernabéu, Madrid diváci: 69 347 rozhodčí: Matej Jug (Slovinsko) |
| Ronaldo 21', 65' Ángel Di María 71', 90+1' | Reportáž |          | Santiago Bernabéu, Madrid diváci: 69 347 rozhodčí: Matej Jug (Slovinsko) |

| 23. říjen 2013 20:45   |          |              |                                                                           |
| Real Madrid            | 2–1      | Juventus     | Santiago Bernabéu, Madrid diváci: 77 856 rozhodčí: Manuel Gräfe (Německo) |
| Ronaldo 4', 29' (pen.) | Reportáž | Llorente 22' | Santiago Bernabéu, Madrid diváci: 77 856 rozhodčí: Manuel Gräfe (Německo) |

| 23. říjen 2013 20:45               |          |               |                                                                                           |
| Galatasaray                        | 3–1      | FC Kodaň      | Türk Telekom Arena, Istanbul diváci: 42 798 rozhodčí: Aleksandar Stavrev (Rep. Makedonie) |
| Melo 10' Sneijder 38' Drogba 45+1' | Reportáž | Claudemir 88' | Türk Telekom Arena, Istanbul diváci: 42 798 rozhodčí: Aleksandar Stavrev (Rep. Makedonie) |

| 5. listopad 2013 20:45        |          |                      |                                                                       |
| Juventus                      | 2–2      | Real Madrid          | Juventus Stadium, Turín diváci: 40 696 rozhodčí: Howard Webb (Anglie) |
| Vidal 42' (pen.) Llorente 65' | Reportáž | Ronaldo 52' Bale 60' | Juventus Stadium, Turín diváci: 40 696 rozhodčí: Howard Webb (Anglie) |

| 5. listopad 2013 20:45 |          |             |                                                                 |
| FC Kodaň               | 1–0      | Galatasaray | Parken, Kodaň diváci: 36 204 rozhodčí: Martin Atkinson (Anglie) |
| Braaten 6'             | Reportáž |             | Parken, Kodaň diváci: 36 204 rozhodčí: Martin Atkinson (Anglie) |

| 27. listopad 2013 20:45 |          |             |                           |
| Real Madrid             | '        | Galatasaray | Santiago Bernabéu, Madrid |
|                         | Reportáž |             | Santiago Bernabéu, Madrid |

| 27. listopad 2013 20:45 |          |          |                         |
| Juventus                | '        | FC Kodaň | Juventus Stadium, Turín |
|                         | Reportáž |          | Juventus Stadium, Turín |

| 10. prosinec 2013 20:45 |          |          |                              |
| Galatasaray             | '        | Juventus | Türk Telekom Arena, Istanbul |
|                         | Reportáž |          | Türk Telekom Arena, Istanbul |

| 10. prosinec 2013 20:45 |          |             |               |
| FC Kodaň                | '        | Real Madrid | Parken, Kodaň |
|                         | Reportáž |             | Parken, Kodaň |

### Skupina C
| Tým                 | Z | V | R | P | VG | IG | +/− | B  |
| ------------------- | - | - | - | - | -- | -- | --- | -- |
| Paris Saint-Germain | 4 | 3 | 1 | 0 | 13 | 2  | +11 | 10 |
| Olympiakos          | 4 | 2 | 1 | 1 | 6  | 5  | +1  | 7  |
| Benfica SL          | 4 | 1 | 1 | 2 | 3  | 5  | −2  | 4  |
| Anderlecht          | 4 | 0 | 1 | 3 | 1  | 11 | −10 | 1  |

| 17. září 2013 20:45   |          |            |                                                                         |
| Benfica SL            | 2–0      | Anderlecht | Estádio da Luz, Lisabon diváci: 29 393 rozhodčí: Manuel Gräfe (Německo) |
| Đuričić 4' Luisão 30' | Reportáž |            | Estádio da Luz, Lisabon diváci: 29 393 rozhodčí: Manuel Gräfe (Německo) |

| 17. září 2013 20:45 |          |                                          |                                                                            |
| Olympiakos          | 1–4      | Paris Saint-Germain                      | Karaiskakis Stadium, Pireus diváci: 31 253 rozhodčí: Felix Brych (Německo) |
| Weiss 25'           | Reportáž | Cavani 19' Motta 68', 73' Marquinhos 86' | Karaiskakis Stadium, Pireus diváci: 31 253 rozhodčí: Felix Brych (Německo) |

| 2. říjen 2013 20:45                |          |            |                                                                          |
| Paris Saint-Germain                | 3–0      | Benfica SL | Parc des Princes, Paříž diváci: 44 732 rozhodčí: Nicola Rizzoli (Itálie) |
| Ibrahimović 5', 30' Marquinhos 25' | Reportáž |            | Parc des Princes, Paříž diváci: 44 732 rozhodčí: Nicola Rizzoli (Itálie) |

| 2. říjen 2013 20:45 |          |                         |                                                                                              |
| Anderlecht          | 0–3      | Olympiakos              | Constant Vanden Stock Stadion, Anderlecht diváci: 15 918 rozhodčí: Tom Harald Hagen (Norsko) |
|                     | Reportáž | Mitroglou 17', 56', 72' | Constant Vanden Stock Stadion, Anderlecht diváci: 15 918 rozhodčí: Tom Harald Hagen (Norsko) |

| 23. říjen 2013 20:45 |          |                                           | |
| Anderlecht           | 0–5      | Paris Saint-Germain                       | Constant Vanden Stock Stadion, Anderlecht diváci: 18 465 rozhodčí: David Fernández Borbalán (Španělsko) |
|                      | Reportáž | Ibrahimović 17', 22', 36', 62' Cavani 52' | Constant Vanden Stock Stadion, Anderlecht diváci: 18 465 rozhodčí: David Fernández Borbalán (Španělsko) |

| 23. říjen 2013 20:45 |          |               |                                                                                       |
| Benfica SL           | 1–1      | Olympiakos    | Estádio da Luz, Lisabon diváci: 38 149 rozhodčí: Alberto Undiano Mallenco (Španělsko) |
| Cardozo 83'          | Reportáž | Domínguez 29' | Estádio da Luz, Lisabon diváci: 38 149 rozhodčí: Alberto Undiano Mallenco (Španělsko) |

| 5. listopad 2013 20:45 |          |              |                                                                                |
| Paris Saint-Germain    | 1–1      | Anderlecht   | Parc des Princes, Paříž diváci: 43 091 rozhodčí: Marijo Strahonja (Chorvatsko) |
| Ibrahimović 70'        | Reportáž | De Zeeuw 68' | Parc des Princes, Paříž diváci: 43 091 rozhodčí: Marijo Strahonja (Chorvatsko) |

| 5. listopad 2013 20:45 |          |            |                                                                                |
| Olympiakos             | 1–0      | Benfica SL | Karaiskakis Stadium, Pireus diváci: 31 461 rozhodčí: Damir Skomina (Slovinsko) |
| Manolas 13'            | Reportáž |            | Karaiskakis Stadium, Pireus diváci: 31 461 rozhodčí: Damir Skomina (Slovinsko) |

| 27. listopad 2013 20:45 |          |            |                                           |
| Anderlecht              | '        | Benfica SL | Constant Vanden Stock Stadion, Anderlecht |
|                         | Reportáž |            | Constant Vanden Stock Stadion, Anderlecht |

| 27. listopad 2013 20:45 |          |            |                         |
| Paris Saint-Germain     | '        | Olympiakos | Parc des Princes, Paříž |
|                         | Reportáž |            | Parc des Princes, Paříž |

| 10. prosinec 2013 20:45 |          |                     |                         |
| Benfica SL              | '        | Paris Saint-Germain | Estádio da Luz, Lisabon |
|                         | Reportáž |                     | Estádio da Luz, Lisabon |

| 10. prosinec 2013 20:45 |          |            |                             |
| Olympiakos              | '        | Anderlecht | Karaiskakis Stadium, Pireus |
|                         | Reportáž |            | Karaiskakis Stadium, Pireus |

### Skupina D
| Tým             | Z | V | R | P | VG | IG | +/− | B  |
| --------------- | - | - | - | - | -- | -- | --- | -- |
| Bayern Mnichov  | 4 | 4 | 0 | 0 | 12 | 1  | +11 | 12 |
| Manchester City | 4 | 3 | 0 | 1 | 11 | 6  | +5  | 9  |
| CSKA Moskva     | 4 | 1 | 0 | 3 | 6  | 12 | −6  | 3  |
| Viktoria Plzeň  | 4 | 0 | 0 | 4 | 2  | 12 | −10 | 0  |

| 17. září 2013 20:45               |          |             |                                                                          |
| Bayern Mnichov                    | 3–0      | CSKA Moskva | Allianz Arena, Mnichov diváci: 68 000 rozhodčí: Gianluca Rocchi (Itálie) |
| Alaba 4' Mandžukić 41' Robben 68' | Reportáž |             | Allianz Arena, Mnichov diváci: 68 000 rozhodčí: Gianluca Rocchi (Itálie) |

| 17. září 2013 20:45 |          |                                |                                                                         |
| Viktoria Plzeň      | 0–3      | Manchester City                | Doosan Arena, Plzeň diváci: 11 281 rozhodčí: Paolo Tagliavento (Itálie) |
|                     | Reportáž | Džeko 48' Touré 53' Agüero 58' | Doosan Arena, Plzeň diváci: 11 281 rozhodčí: Paolo Tagliavento (Itálie) |

| 2. října 2013 18:00                  |          |                         |                                                                                |
| CSKA Moskva                          | 3–2      | Viktoria Plzeň          | Petrovsky Stadion, PetrohradA diváci: 6 000 rozhodčí: Bas Nijhuis (Nizozemsko) |
| Tošić 19' Honda 29' Řezník 78' (vl.) | Reportáž | Rajtoral 4' Bakoš 90+1' | Petrovsky Stadion, PetrohradA diváci: 6 000 rozhodčí: Bas Nijhuis (Nizozemsko) |

| 2. října 2013 20:45 |          |                                 |                                                                                |
| Manchester City     | 1–3      | Bayern Mnichov                  | Etihad Stadium, Manchester diváci: 45 021 rozhodčí: Björn Kuipers (Nizozemsko) |
| Negredo 79'         | Reportáž | Ribéry 7' Müller 56' Robben 59' | Etihad Stadium, Manchester diváci: 45 021 rozhodčí: Björn Kuipers (Nizozemsko) |

| 23. října 2013 18:00 |          |                 |                                                                         |
| CSKA Moskva          | 1–2      | Manchester City | Arena Chimki, Chimki diváci: 14 000 rozhodčí: Ovidiu Hațegan (Rumunsko) |
| Tošić 32'            | Reportáž | Agüero 34', 42' | Arena Chimki, Chimki diváci: 14 000 rozhodčí: Ovidiu Hațegan (Rumunsko) |

| 23. října 2013 20:45                                            |          |                |                                                                    |
| Bayern Mnichov                                                  | 5–0      | Viktoria Plzeň | Allianz Arena, Mnichov diváci: 68 000 rozhodčí: Alan Kelly (Irsko) |
| Ribéry 25' (pen.), 61' Alaba 37' Schweinsteiger 64' Götze 90+1' | Reportáž |                | Allianz Arena, Mnichov diváci: 68 000 rozhodčí: Alan Kelly (Irsko) |

| 5. listopad 2013 20:45                        |          |                           |                                                                                         |
| Manchester City                               | 5–2      | CSKA Moskva               | Etihad Stadium, Manchester diváci: 38 512 rozhodčí: Carlos Velasco Carballo (Španělsko) |
| Agüero 3' (pen.), 20' Negredo 30', 51', 90+2' | Reportáž | Doumbia 45+1', 71' (pen.) | Etihad Stadium, Manchester diváci: 38 512 rozhodčí: Carlos Velasco Carballo (Španělsko) |

| 5. listopad 2013 20:45 |          |                |                                                                              |
| Viktoria Plzeň         | 0–1      | Bayern Mnichov | Doosan Arena, Plzeň diváci: 11 360 rozhodčí: Antonio Mateu Lahoz (Španělsko) |
|                        | Reportáž | Mandžukić 65'  | Doosan Arena, Plzeň diváci: 11 360 rozhodčí: Antonio Mateu Lahoz (Španělsko) |

| 27. listopad 2013 18:00 |          |                |                      |
| CSKA Moskva             | '        | Bayern Mnichov | Arena Chimki, Chimki |
|                         | Reportáž |                | Arena Chimki, Chimki |

| 27. listopad 2013 20:45 |          |                |                            |
| Manchester City         | '        | Viktoria Plzeň | Etihad Stadium, Manchester |
|                         | Reportáž |                | Etihad Stadium, Manchester |

| 10. prosinec 2013 20:45 |          |                 |                        |
| Bayern Mnichov          | '        | Manchester City | Allianz Arena, Mnichov |
|                         | Reportáž |                 | Allianz Arena, Mnichov |

| 10. prosinec 2013 20:45 |          |             |                     |
| Viktoria Plzeň          | '        | CSKA Moskva | Doosan Arena, Plzeň |
|                         | Reportáž |             | Doosan Arena, Plzeň |

Poznámka
A   Zápas CSKA Moskva proti Viktoria Plzeň se hrál na Petrovsky Stadion v Petrohradě kvůli špatné kvalitě hřiště v Arena Chimki v Chimkách.